# 波康西
波康西（法語：Pocancy，法語發音：[pɔkɑ̃si]）是法国马恩省的一个市镇，位于该省中部偏西，属于香槟沙隆区。

## 地理
波康西（48°56'50"N, 4°8'47"E）面积26.93 平方千米，位于法国大東部大區马恩省，该省份为法国东北部内陆省份，北起阿登省，西北接埃纳省，西南接塞纳-马恩省，南至奥布省，东南接上马恩省，东临默兹省。
与波康西接壤的市镇（或旧市镇、城区）包括：尚皮尼厄勒香槟、阿蒂斯、莱西斯特尔和比里、圣马尔莱鲁菲、蒂比、韦利、武济。

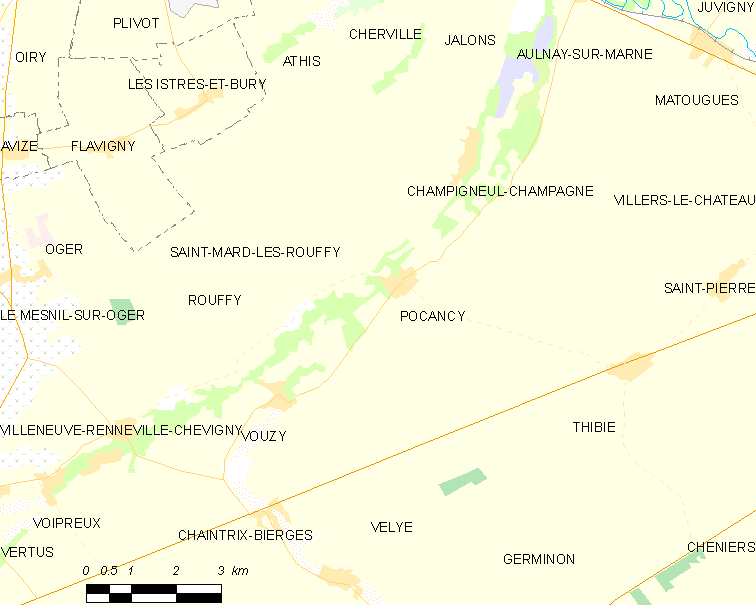
波康西的OSM定位图

波康西的时区为UTC+01:00、UTC+02:00（夏令时）。

## 行政
波康西的邮政编码为51130，INSEE市镇编码为51435。

## 政治
波康西所属的省级选区为韦尔蒂-香槟平原县。

## 人口

1962-2008年间波康西人口变化图示

波康西于2022年1月1日时的人口数量为177人。